# Branca Dias
Branca Dias (Viana do Castelo, c. 1515 — Capitania de Pernambuco, c. 1589) foi uma senhora de engenho  do período colonial brasileiro. cristã-nova, foi processada pelo Santo Ofício sob a acusação de praticar secretamente o judaísmo.

## Biografia
O ano de nascimento de Branca Dias é estimado como sendo 1515 a partir de depoimentos dados por terceiros ao Tribunal do Santo Ofício. O ano aproximado de sua morte em Pernambuco é conhecido graças ao depoimento de um neto de Branca que veio a ser exilado do Brasil por prática de sodomia. Em sua inquirição ocorrida no ano de 1595, o jovem Jorge de Sousa afirma ter conhecido sua avó, Branca Dias, e diz que ela teria morrido "seis ou sete anos atrás", ou seja, entre 1588 e 1589.
Com uma existência entre história e lenda, considerada uma das heroínas do Brasil Colonial e de Pernambuco, Branca Dias foi, no Brasil do século XVI, a primeira mulher portuguesa a manter uma «esnoga» (sinagoga) em suas terras, a primeira «mestra laica de meninas» e uma das primeiras «senhoras de engenho».
Denunciada pela mãe e pela irmã e presa pela Inquisição no Palácio dos Estaus, em Lisboa, Branca Dias embarca para o Brasil com sete filhos, juntando-se ao marido, Diogo Fernandes, vivendo ambos entre Camaragibe e Olinda, onde tiveram mais quatro filhos (também educou uma enteada, Briolanja Fernandes).
Com a primeira visitação do Santo Ofício ao Brasil, em finais do século XVI, filhos e netos de Branca Dias são presos sob a acusação de reconversão ao judaísmo e enviados para Lisboa, onde foram igualmente punidos em autos de fé.
Branca Dias, mesmo após a sua morte, continuou sendo brutalmente perseguida e suspeita pois os católicos não aceitavam que os corpos de "hereges" ficassem sepultados em suas igrejas. Voltou a ser processada no final do século XVI, mesmo após seu falecimento, por volta de 1589. Seus ossos foram exumados e enviados para Lisboa, transladados pelo Tribunal do Santo Ofício para Portugal, onde foram queimados, como forma de punição póstuma.
Sua história é cheia de nuances: da infância no Minho, sua prisão em Lisboa, à velhice em Olinda. A existência do trabalho árduo no engenho de açúcar, o levantamento da casa grande em Camaragibe e da casa urbana da rua dos Palhares, atualmente chamada Rua Bispo Coutinho (casas e rua ainda hoje existentes), e o convívio com Duarte Coelho, primeiro capitão donatário de Pernambuco.
Com direção de Samy Waitzberg, o curta documental Branca Dias faz um resumo biográfico da personagem através de uma entrevista com o pesquisador cearense Cândido Pinheiro Koren de Lima.

## No Tribunal do Santo Ofício
Conforme o livro "Familias Endogâmicas do Vale do Acaraú" de autoria de Vicente Freitas, "No processo nº 5736 do Tribunal do Santo Ofício, Inquisição de Lisboa, consta que Branca Dias, casada com o mercador Diogo Fernandes e filha de Antônio Afonso e Violante Dias, é cristã-nova, natural de Viana e moradora em Lisboa. Acusada de judaísmo, ela foi sentenciada, em 12 de setembro de 1543, a abjuração pública, dois anos de cárcere e hábito penitencial, ficando reservada a sua comutação e dispensa. Branca Dias apresentou uma petição ao Santo Ofício, em que pediu dispensa do tempo que lhe faltava cumprir, tendo sido a mesma concedida, talvez em razão de ter filhos pequenos para criar.
Sua mãe e a irmã Isabel Dias foram presas na mesma época. Elas eram naturais de Viana da Foz do Lima, onde moravam. No processo nº 5775, datado de 2 de abril de 1544, consta que Violante Dias foi ao auto de fé em Lisboa, e Isabel Dias foi sentenciada a abjuração pública, 2 anos de cárcere e hábito penitencial; reservada a comutação da penitência quando parecesse serviço de Nosso Senhor.
Após meio-século, a Inquisição voltou a processar a família de Branca Dias, depois que ela se mudou para o Brasil. No processo de nº 4580, do Tribunal do Santo Ofício, Inquisição de Lisboa, sua filha Brites Fernandes, a Alcorcovada, natural de Viana de Caminha e residente em Pernambuco, foi acusada de judaísmo. Presa em Olinda a 25 de agosto de 1595, ela foi sentenciada, em 31 de janeiro de 1599, a ir ao Auto de Fé, abjuração em forma, cárcere e hábito penitencial perpétuo, penitências espirituais, além do confisco de bens. Em 3 de agosto de 1603, Brites (ou Beatriz) de Sousa e sua mãe Andresa Jorge, outra filha de Branca Dias, nascidas e residentes em Pernambuco, também foram sentenciadas, nos processos nº 4273 e 6321, respectivamente, a ir ao Auto de Fé; abjuração de veemente; cárcere a arbítrio; penitências espirituais; pagamento de custas. Nessa mesma data, Briolanja Fernandes, filha de Diogo Fernandes e Madalena Gonçalves, uma das criadas de seu pai, foi sentenciada em Auto de Fé realizado na Ribeira, em Lisboa, com as penas de ir ao Auto de Fé em corpo, com uma vela acesa na mão, onde abjure de veemente suspeita na Fé, tenha cárcere a arbítrio dos inquisidores, tenha penas e penitências espirituais, instrução na Fé e pague as custas". Foi solta dos cárceres a 6 de Setembro de 1603.

## Linhagem
Branca Dias e seu marido, Diogo Fernandes Santiago, deixaram vasta descendência. Alguns de seus filhos nasceram em Portugal, a exemplo de Inês Fernandes, Guiomar Fernandes, Brites Fernandes e Manoel Afonso, tendo os dois últimos nascido com deformidades físicas. Os demais filhos nasceram na capitania de Pernambuco.
Em 2015, Portugal sancionou o decreto 30-A, que concede naturalização portuguesa a todos aqueles capazes de demonstrar serem descendentes de judeus sefarditas. Em decorrência deste decreto, vários brasileiros foram reconhecidos como portugueses, após certificação da Comunidade Israelita de Lisboa de que descendiam de Branca Dias.
Dentre alguns descendentes ilustres de Branca Dias, destacam-se o comediante Renato Aragão, a atriz Mariana Ximenes, os políticos João Felipe de Saboia Ribeiro e  Ciro Gomes, o escritor Alexey Dodsworth, o cantor Belchior, a cantora Marisa Monte e o ator e cineasta Paulo Leão.
Diversas famílias brasileiras tem ascendência direta de Branca dias, principalmente no Ceará, Paraíba, Pernambuco e no Rio Grande do Norte. Regiões específicas desses estados são conhecidas por terem descendentes dela e outros judeus conhecidos. Em particular na região de Acaraú no estado do Ceará (onde se encontra a cidade de Sobral (Ceará) entre outras), o Seridó (ambos os lados paraibano e potiguar), dentre outras. Nessas regiões, ramos familiares específicos de algumas famílias apresentam descendência direta de Branca Dias, embora somente com esforço genealógico seja possível identificar exatamente quais famílias são descendentes diretos dela, uma vez que nem todos os ramos venham diretamente de sua linhagem, salvo algumas raras exceções. Em particular, alguns ramos dos Macedo do Seridó descendem de Branca Dias, assim como alguns Dantas, Medeiros, Cavalcanti, até mesmo os Hollanda, embora nem todos e em muitos casos não são maioria. Famílias atuais em que sua totalidade são descendentes de Branca Dias são raras, como os Ferreira Gomes, Ximenes de Aragão, Liberato e Uchoa da região de Sobral. Embora esses nomes não se originem a partir dela, por casamento de patriarcas e primeiros membros no Brasil, as pessoas que hoje o possuem oriundos dessa região são seus descendentes.
Em 2015, o pesquisador Cândido Pinheiro Koren de Lima, ele mesmo descendente da judia portuguesa, lançou em três volumes a obra Branca Dias (Fundação Gilberto Freyre), que detalha sua linhagem ao longo dos séculos.
Ainda que os ancestrais de Branca Dias constituam um mistério, há especulações de que ela teria descendido do último rabino-mor da Espanha, Abraham Senior, ou de seus irmãos. Conforme aponta Cândido Pinheiro Koren de Lima, Uma pista sobre a origem familiar fornece-nos a filha Andreza Jorge que nos afirma chamar-se a mãe Branca Dias Coronel (...) que remete sua origem ao último rabino-mor da Espanha, Abraham Senior (...) (Branca Dias, Tomo I, página 26 - Fundação Gilberto Freyre: 2012). Tal citação realizada por Andreza Jorge foi feita em defesa de sua mãe, por ocasião da acusação feita por Anna Lins.

## Na ficção e na arte
A vida de Branca Dias serviu e tem servido de inspiração para romances, canções e histórias em quadrinhos. No teatro, a peça O Santo Inquérito, escrita em 1966 por Dias Gomes, recria a história da mulher perseguida pela Inquisição. Na música, há a canção "Branca Dias", da cantora brasileira Nana Caymmi, assim como outra canção de mesmo nome, da cantora brasileira Fortuna Safdié, que em 2020 lançou um clipe que contou com a participação de Lia de Itamaracá e do historiador Cândido Pinheiro Koren de Lima. No universo das histórias em quadrinhos, Branca Dias aparece como personagem na obra "Assombrações do Recife Antigo", da roteirista pernambucana Roberta Cirne, assim como na HQ "A Máscara da Morte Branca", do roteirista baiano e filósofo Alexey Dodsworth. O poeta Carlos Drummond de Andrade autorou o poema "Branca Dias", em que mistura a história da Branca Dias histórica estabelecida em Pernambuco à da personagem possivelmente ficticia da Paraíba. O escritor Arnaldo Niskier publicou em 2017 a obra "Branca Dias: O Martírio" em que explora as questões de fato e mito sobre a sua história.
1. ↑  Cândido Pinheiro Koren de Lima. Branca Dias - Tomo I, páginas 58 e 59 (Fundação Gilberto Freyre, 2012). [S.l.: s.n.] ISBN 978-85-85197-21-6
2. ↑  Loja Maçônica Branca Dias [ligação inativa]
3. ↑  «Processo 2552 contra Jorge de Sousa». 10 de junho de 1595. Consultado em 24 de setembro de 2020 [ligação inativa]
4. ↑  «Branca Dias - o documentário». Consultado em 23 de abril de 2020
5. ↑  «Processo de Branca Dias - Arquivo Nacional da Torre do Tombo - Portugal». Consultado em 20 de janeiro de 2019 [ligação inativa]
6. ↑  «Vicente Freitas: "Famílias Endogâmicas do Vale do Acaraú" (página 190)». Consultado em 20 de janeiro de 2019
7. ↑  «Ministério da Justiça de Portugal - Decreto-Lei 30-A/2015» (PDF). 27 de fevereiro de 2015. Consultado em 20 de janeiro de 2019
8. ↑  «"Família brasileira descobre elo com judeus expulsos da Europa há cinco séculos para obter cidadania portuguesa", por André Teixeira para o jornal G1». 17 de maio de 2017. Consultado em 20 de janeiro de 2019
9. ↑  «Decreto Lei nº 30-A/2015 de 27 de Fevereiro». Consultado em 30 de maio de 2020
10. 1 2 3 4  LIMA, Candido Pinheiro Koren de. "Branca Dias". Recife: Fundação Gilberto Freyre, 2016
11. ↑  «"Um descendente ilustre de Branca Dias: Ciro Gomes", por Paulo Valadares, em: "Boletim da Sociedade Genealógica Judaica do Brasil" (páginas 12 e 13)» (PDF). Maio de 2000. Consultado em 20 de janeiro de 2019
12. ↑  «Folha de Pernambuco: "HQ revela história de Branca Dias para além do mito"». 14 de dezembro de 2019. Consultado em 15 de janeiro de 2020
13. ↑  «Marcos Antônio Filgueira: "Os Judeus foram Nossos Avós", Fundação Vingt-Un Rosado, Coleção Mossorense». 2011. Consultado em 20 de janeiro de 2019
14. ↑  «Branca Dias é avó de Paulo Leão em 13º grau». web archive.com - baixado de Geni.com. Consultado em 6 de junho de 2023
15. ↑  «Confira íntegra da entrevista com Cândido Pinheiro"». 18 de março de 2013. Consultado em 21 de abril de 2020
16. ↑  «Anna Lins». Consultado em 13 de maio de 2020
17. ↑  «"Branca Dias", de Nanna Caymmi». Consultado em 15 de janeiro de 2020
18. ↑  «"Branca Dias", de Fortuna Safdié». Consultado em 15 de janeiro de 2020
19. ↑  «"Branca Dias"». Consultado em 21 de abril de 2020
20. ↑  «Revista VEJA: "Recife Assombrada: conheça as histórias que fascinam os moradores"». 10 de novembro de 2017. Consultado em 15 de janeiro de 2020
21. ↑  «Folha de Pernambuco: "HQ revela história de Branca Dias para além do mito"». 14 de dezembro de 2019. Consultado em 15 de janeiro de 2020
22. ↑  «"CCXP 2019: Mais de 70 HQs nacionais para você conferir no Artists' Alley"». 28 de novembro de 2019. Consultado em 15 de janeiro de 2020
23. ↑  «"A Máscara da Morte Branca, da Draco, que sairá na CCXP 2019"». 30 de novembro de 2019. Consultado em 15 de janeiro de 2020
24. ↑  Niskier, Arnaldo (2017). Branca Dias: O Martírio. São Paulo: Consultor